# Albert de Broglie
Jacques-Victor-Albert, vévoda de Broglie ([albɛʁ də bʁɔj, - bʁœj]; 13. června 1821, Paříž – 19. ledna 1901, Paříž) byl francouzský monarchistický politik, diplomat, spisovatel historických děl a překladatel. Dvakrát působil jako předseda vlády Francie, nejprve od května 1873 do května 1874, a pak od května do listopadu 1877.

## Život
Albert de Broglie se narodil v Paříži ve Francii, nejstarší syn Victora de Broglie, liberálního státníka červencové monarchie a Albertiny, baronky Staël von Holstein, čtvrtého dítěte Madame de Staël. Byl proto pravnukem Jacquesa Neckera.
Dne 18. června 1845 se Broglieovou manželkou stala Joséphine-Eléonore-Marie-Pauline de Galard de Brassac de Béarn (1825–1860). Měli pět dětí:
- Louis-Alphonse-Victor, 5. vévoda de Broglie (1846–1906) otec bratří vědců včetně 7. vévody, laureáta Nobelovy ceny (Louis de Broglie)
- Maurice (1848–1862)
- Henri-Amédée (1849–1917)
- François-Marie-Albert (1851–1939) pradědeček 8. vévody, Victor-Françoise de Broglie (1949–2012).
- César-Paul-Emmanuel (1854–1926)

Po krátké diplomatické kariéře v Madridu a Římě se po revoluci v roce 1848 Albert de Broglie stáhl z veřejného života a věnoval se literatuře. Již předtím publikoval překlad části Leibnizova díla (1846). Přispíval pak do časopisů Revue des deux Mondes a Orleanist a do klerikálního listu Le Correspondant. Za své literární dílo si v roce 1862 vysloužil Lacordaireovo křeslo v Académie française. V roce 1870 nastoupil po svém otci jako 4. vévoda de Broglie, zatímco dříve měl titul prince de Broglie. V následujícím roce byl zvolen do Národního shromáždění za departement Eure a o několik dní později (19. února) byl jmenován francouzským velvyslancem v Londýně. Když byl jeho přístup k vyjednávání o obchodních dohodách mezi Británií a Francií kritizován, v březnu 1872 rezignoval na funkci velvyslance a věnoval se práci poslance. Pak se stal vůdcem monarchistické kampaně proti prezidentu Thiersovi.
Když Thierse nahradil maršál Mac-Mahon, byl Broglie v květnu 1873 jmenován předsedou vlády a ministrem zahraničí. 26. listopadu došlo k restrukturalizaci vlády a Broglie vyměnil ministerstvo zahraničí za ministerstvo vnitra. Jeho konzervativní politika budila nenávist republikánů, zatímco jeho pokusy o kompromis mezi soupeřícími uchazeči o trůn mu odcizily jak legitimisty, tak bonapartisty. Výsledkem byl pád vlády 16. května 1874. O tři roky později (16. května 1877) byl pověřen vytvořením nového kabinetu s cílem opřít se o venkov a zajistit konzervativní většinu v parlamentu. I když však konzervativci zvýšili svůj podíl hlasů, volby přesto potvrdily rozhodující republikánskou většinu. Sám de Broglie byl ve svém volebním obvodu poražen a 20. listopadu rezignoval. Když znovu prohrál i v roce 1885, opustil politiku a vrátil se ke své historické práci. Publikoval řadu historických studií a biografií. Zemřel v Paříži 19. ledna 1901 ve věku 79 let.